# Lars-Åke Lindqvist
Lars-Åke Lindqvist (* 13. Oktober 1959 in Borås) ist ein ehemaliger schwedischer Ruderer. Er gewann 1983 Weltmeisterschaftsbronze im Vierer ohne Steuermann.
Lindqvist begann im Einer, in dieser Bootsklasse belegte er den sechsten Platz bei den Junioren-Weltmeisterschaften 1977. Im Jahr darauf erreichte er den fünften Platz im Einer beim Match des Seniors, einem Vorläuferwettbewerb der U23-Weltmeisterschaften. 1979  belegte er mit dem schwedischen Achter den sechsten Platz beim Match des Seniors.
1983 bildeten Anders Wilgotson, Hans Svensson, Lars-Åke Lindqvist und Anders Larson einen Vierer. Bei den Weltmeisterschaften in Duisburg siegte das Boot aus der BRD vor dem Boot aus der Sowjetunion. Vier Sekunden dahinter gewannen die Schweden die Bronzemedaille mit fast einer Sekunde Vorsprung auf das Boot aus der DDR. Bei den Olympischen Spielen 1984 in Los Angeles trat der schwedische Vierer in der Vorjahresbesetzung an und belegte den sechsten Platz.